# Bukky Bakray
Pour les articles homonymes, voir Bakray.
Bukky Bakray, née en 2002, est une actrice britannique.
Elle est connue pour son premier rôle dans le film Rocks (2019). À 18 ans, elle est devenue la plus jeune récipiendaire du BAFTA Rising Star Award ainsi que l'une des plus jeunes nommées pour la meilleure actrice dans un rôle principal.
En 2021, elle figure sur la liste Forbes 30 Under 30.

## Biographie
Bukky Bakray naît en 2002 à Hackney (en), dans l'East London, de parents chrétiens nigérians. Elle grandit dans un domaine à Lower Clapton (ga), près du lieu de tournage du film Rocks,. Elle a trois frères et une sœur qui vivent en Afrique du Sud. Elle fréquente la Clapton Girls' Academy (en) et l'école catholique Cardinal Pole (en),,,.
Bukky Bakray rejoint la RADA Youth Company et s'inscrit au programme Originate Actor Training au Théâtre Peckham,.

### Carrière
Bukky Bakray est découverte à l'école quand elle avait 15 ans par la réalisatrice Sarah Gavron, qui lui confie le rôle principal de son film Rocks,.
En 2021, Bukky Bakray fait ses débuts à la télévision en tant que Bless dans la série BBC One You Don't Know Me (en) (Tu ne me connais pas au Québec). Pour l'ouvrage Black Joy, elle écrit l'essai Rocks: The Official Film Companion, qui explore les coulisses du film Rocks et qui offre un aperçu des personnages, des décors et du processus de création. Suivent en 2023 ses rôles de Kim dans la série Apple TV+ Liaison et de Dione dans le film d'horreur Netflix Dans leur ombre (The Strays) avec Ashley Madekwe. Également en 2023, elle joue dans Sleepova au Bush Theatre.
Bukky Bakray figure dans la distribution du film Self-Charm réalisé par Ella Greenwood.

## Publications
- (en) Bukky Bakray, « Rocks: The Official Film Companion », dans Charlie Brinkhurst-Cuff et Timi Sotire, Black Joy (anthologie), Penguin, 2021, 416 p. (ISBN 0241519667 et 978-0241519660, présentation en ligne)[16]

## Filmographie partielle

### Au cinéma
- 2019 : Rocks :  Olushola "Rocks" Omotoso[17]
- 2021 : The Gospel According to Gail :  Mia (court métrage)
- 2023 : Dans leur ombre :  Dione (film Netflix)
- Self-Charm :  Maddie

### À la télévision
- 2021 : You Don't Know Me (en) : Blessing/Bless
- 2023 : Liaison : Kim

## Scène
| Année | Titre                      | Rôle     | Remarques                    |
| ----- | -------------------------- | -------- | ---------------------------- |
| 2022  | Living Newspaper Edition 4 | Ensemble | Théâtre Royal Court, Londres |
| 2023  | Sleepova                   | Funmi    | Théâtre Bush, Londres        |

## Distinctions
| Année | Prix                                              | Catégorie                                | Travail   | Résultat   | Réf    |
| ----- | ------------------------------------------------- | ---------------------------------------- | --------- | ---------- | ------ |
| 2021  | Prix du cinéma du Cercle des critiques de Londres | Actrice anglo-irlandaise de l'année      | Rocks     | Nomination |        |
| 2021  | Prix du cinéma du Cercle des critiques de Londres | Jeune artiste britannique/irlandais      | Rocks     | Lauréat    | ,      |
| 2021  | Prix du cinéma indépendant britannique            | Meilleure actrice                        | Rocks     | Nomination |        |
| 2021  | Prix du cinéma indépendant britannique            | Le nouveau venu le plus prometteur       | Rocks     | Nomination | [ 21 ] |
| 2021  | Prix du cinéma de l'Académie britannique          | Meilleure actrice dans un rôle principal | Rocks     | Nomination | [ 22 ] |
| 2021  | Prix du cinéma de l'Académie britannique          | Rising Star Awards                       | Elle-même | Lauréat    | [ 23 ] |
| 2023  | The Stage Debut Awards (en)                       | Meilleur interprète dans une pièce       | Sleepova  | Nomination | [ 24 ] |